# Lautsi et autres contre Italie
 (septembre 2022).

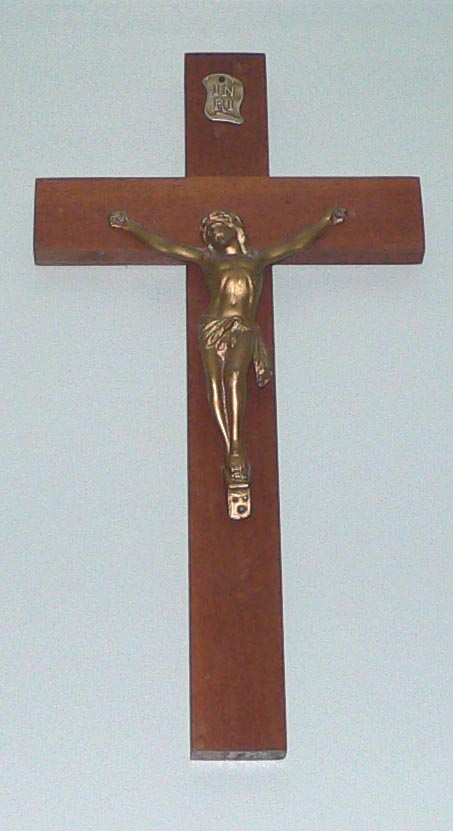
Exemple de crucifix, représentation de Jésus sur la croix, symbole des chrétiens.

Lautsi et autres c. Italie ou « affaire des crucifix » est le nom d'un contentieux porté devant la CEDH. Dans un premier temps, le 3 novembre 2009, les juges de Strasbourg concluent à l'unanimité que la présence de crucifix dans les salles de classe italiennes constitue une violation de l'article 2 du Protocole 1 à la Convention européenne des droits de l'homme (droit à l'instruction) et de l'article 9 de la Convention (liberté de pensée, de conscience et de religion). Dans un second temps, un revirement de jurisprudence est opéré par la Grande Chambre le 18 mars 2011. Celle-ci considère finalement que la question relève de la « marge d'appréciation » laissée aux États, sous contrôle de la Cour, notamment en raison de l'absence de consensus entre parties au Conseil de l'Europe.

### Doctrine

#### Articles
- Laurence Burgogue-Larsen, « Observation », AJDA, Dalloz,‎ 2011, p. 594 et suiv.
- (en) « Editorial : Lautsi: Crucifix in the Classroom Redux », EJIL, Oxford University Press, vol. 21, no 1,‎ 2010, p. 1-6 (DOI https://doi.org/10.1093/ejil/chq032, lire en ligne)
- Gérard Gonzalez, « L’école publique comme sanctuaire laïque selon la Cour européenne des droits de l’Homme », RTDH, Anthemis, no 82,‎ 2010, p. 467-484
- (en) Giulio Itzcovich, « One, None and One Hundred Thousand Margins of Appreciations:The Lautsi Case », HRLR, Oxford University Press, vol. 13, no 2,‎ 2013, p. 287-308 (DOI https://doi.org/10.1093/hrlr/ngs038, lire en ligne)
- Franck Laffaille, « Le néo-guelfisme de la Cour Edh. À propos de l’arrêt Lautsi bis (2011) et du crucifix », RID comp., Société de législation comparée, vol. 63, no 4,‎ 2011, p. 931-947 (DOI https://doi.org/10.3406/ridc.2011.20039, lire en ligne)
- Jean-Pierre Marguénaud, « Avortement et crucifix : l’éclatant retour aux racines chrétiennes de l’Europe », RTD civ., Dalloz, no 2,‎ 2011, p. 303-309
- Cécile Mathieu, Serge Gutwirth et Paul de Herth, « La croix et les juges de la Cour européenne des droits de l’homme : les enseignements des affaires Lautsi, Eweida et Chaplin », JEDH, Larcier, no 2,‎ 2013, p. 238-268
- Frédéric Sudre, « Observation », JCP G, LexisNexis, no 35,‎ 2011, p. 1506 et suiv.
- David Szymczak et Sébastien Touzé, « La Cour européenne des droits de l’homme et le droit international (2011) », AFDI, CNRS Éditions, vol. 58,‎ 2012, p. 715-741 (DOI https://doi.org/10.3406/afdi.2012.4701, lire en ligne)
- (en) Lorenzo Zucca, « Lautsi: A Commentary on a decision by the ECtHR Grand Chamber », International Journal of Constitutional Law, Oxford University Press, vol. 11, no 1,‎ 2013, p. 218-229 (DOI https://doi.org/10.1093/icon/mos008, lire en ligne)

#### Ouvrages
- Mathilde Philip-Gay, Droit de la laïcité : une mise en œuvre de la pédagogie juridique de la laïcité, Paris, Ellipses, 2016, 287 p. (ISBN 978-2-340-01034-5), p. 146-149

### Presse
- Le Monde avec AFP, « L'Italie condamnée pour la présence de crucifix dans les écoles », sur lemonde.fr, 3 novembre 2009
- Richard Heuzé, « L'interdiction du crucifix à l'école trouble en Italie », sur lefigaro.fr, 6 novembre 2009
- Rédaction RTBF / AFP, « Le crucifix à l'école en question devant la Cour européenne », sur rtbf.be, 3 mars 2010
- (en) Riazat Butt, « European Court of Human Rights rules crucifixes are allowed in state schools », sur theguardian.com, 18 mars 2011
- (it) « Crocefisso, Strasburgo assolve l'Italia "Esporlo non viola i diritti umani" », sur repubblica.it, 18 mars 2011
- Nicolas Senèze avec AFP, « L'Italie pourra garder les crucifix dans les salles de classe », sur la-croix.com, 18 mars 2011
- Philippe Ridet, « La Cour européenne des droits de l'homme sauve le crucifix à l'école italienne » , sur lemonde.fr, 19 mars 2011
- Eric Jozsef, « Italie: la croix s’accroche à l’école », sur liberation.fr, 1er avril 2011